# Torslunda kyrka
Torslunda kyrka är en kyrka i Torslunda på Öland. Den är församlingskyrka i Torslunda församling. Kyrkan är byggd i sten och är kalkad på utsidan. Kyrkogården är relativt stor. Intill kyrkan ligger församlingshem och pastorsexpedition.

## Kyrkobyggnaden
Den ursprungliga kyrkan uppfördes i sten under  1100-talet.  Den bestod av ett långhus, kor och en absid  i öster. Så småningom byggdes kordelen på med ett kraftigt torn .Under 1200-talet  utökades kyrkan åt öster på bekostnad av den halvrunda absiden vilket innebar att kyrkan fick ett rakt avslutade kor. Senare under högmedeltiden  uppfördes ett galleritorn i väster. En sakristia byggdes i norr. Valv slogs i kyrkorummet.
Ytterligare en tillbyggnad, denna gång i söder skedde under 1500-talet. Enligt en teckning av  J.H. Rhezelius från 1600-talet visar bilden av en något komplicerad anläggning med det solida tornet i kyrkobyggnadens mitt och galleritornet i väster och den nämnda tillbyggnaden i söder.
Kyrkobyggnaden kom med tiden att uppvisade flera brister både ifråga om utrymme och underhåll. 1729 revs västtornet och en ny gavel i väster fick muras upp. Under lång tid diskuterades ytterligare ombyggnad eller byggandet av en helt ny kyrka. Resultatet blev till sist beslut om nybyggnad med användande av delar från den gamla kyrkan. Bland annat behölls sakristian och delar av de medeltida murarna. I söder finns exempelvis en gotisk portal bevarad. 
1776 stod den nya kyrkan av salkyrkotyp med spetsbågiga fönster uppförd under ledning av byggmästare Henrik Wermelin, färdig för invigning.  Den saknade emellertid torn. Kyrkklockan hade sin plats i en fristående klockstapel.  1819  kompletterades kyrkobyggnaden genom att ett torn uppfördes i väster, av Johan Söderström. Tornet försågs med en  lanternin för kyrkklockorna krönt av en hjälmformad huv med en korsglob.  I lanterninen hänger nu Storklockan gjuten av Hans Jacob Bierman 1681 och Lillklockan av Joh. A. Beckman 1844.

## Inventarier
- Ett altarskåp av nordtysk typ, daterat till 1400-talet.
- Dopfunten av gotländsk grå sandsten härstammar från 1200-talet. I slutet av 1600-talet höggs den om och fick sin nuvarande form.[4]
- Primklockan är troligen gjuten av Hans Jacob Bierman.
- Altartavlan Kristi himmelsfärd från 1860-talet, ritad av N. J. Jonsson.[4]
- Altaruppställningen är ritad 1791-1792 av arkitekt Per Wilhelm Palmroth. Uppställningen som omger altartavlan består av pilastrar med ett överstycke som kröns av Lammet med korsstav vilande på boken med de sju inseglen, omsluten av en strålsol. (Se Uppenbarelsebokens 5:e kapitel).
- Predikstolen med sitt ljudtak är även denna ritad av Palmroth. Den är strikt nyklassicistisk och försedd med runda emblem som omges av förgyllda rosor i sirliga band.
- Ett krucifix på norra väggen.
- Två begravningsvapen över Kapten Conrad Granatenborg, död 1681, och Överste Olof Bengtsson Granatenborg, död 1679.
- Votivskepp – en modell av fullriggaren Wenus byggt av sjöman Lundström, Björnhovda.[4] Skeppet skänktes till kyrkan 1880.
- Sluten bänkinredning.

## Bildgalleri

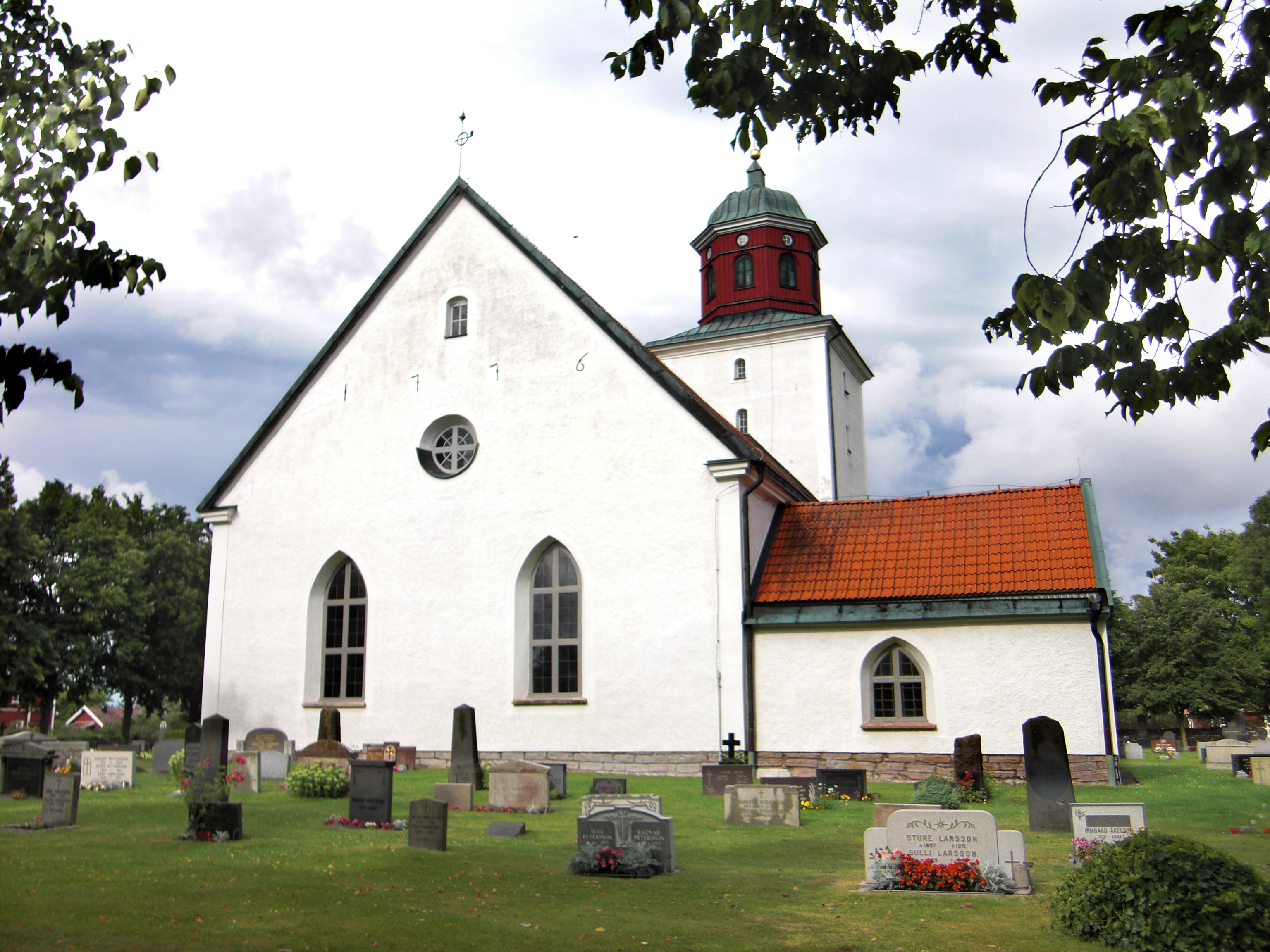
Kyrkan från öster.
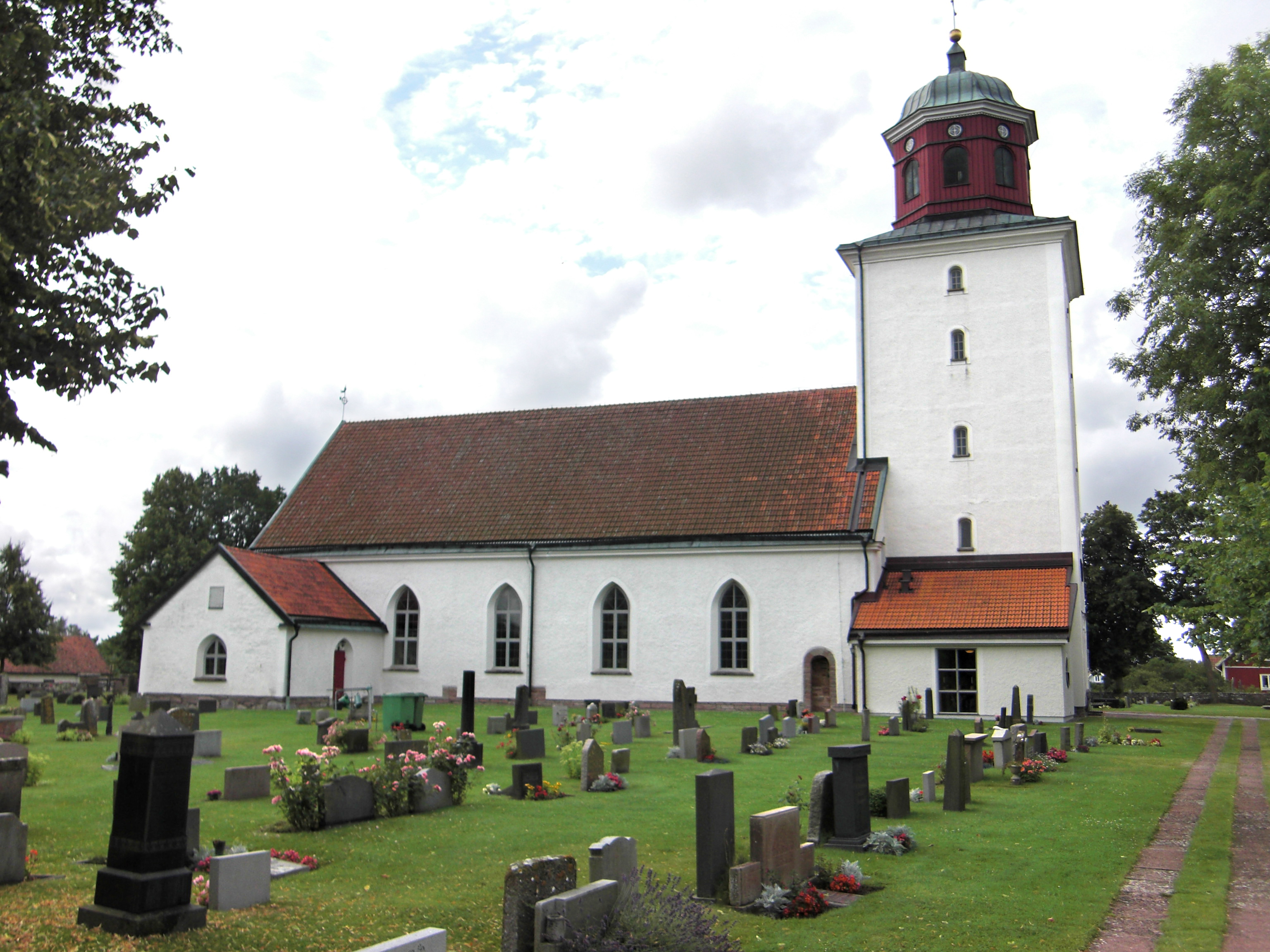
Exteriör från nord.
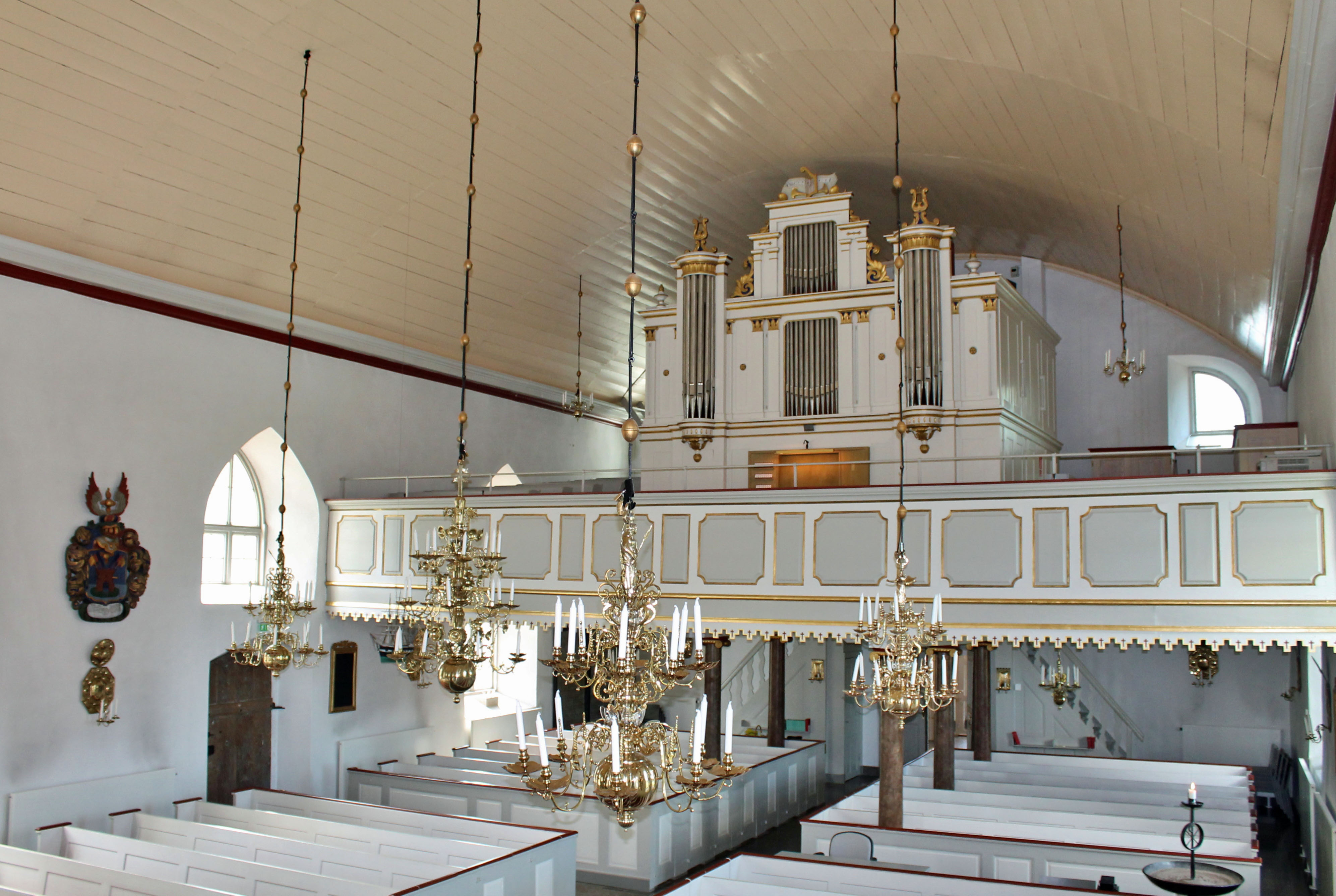
Kyrkorummet med orgelläktaren.
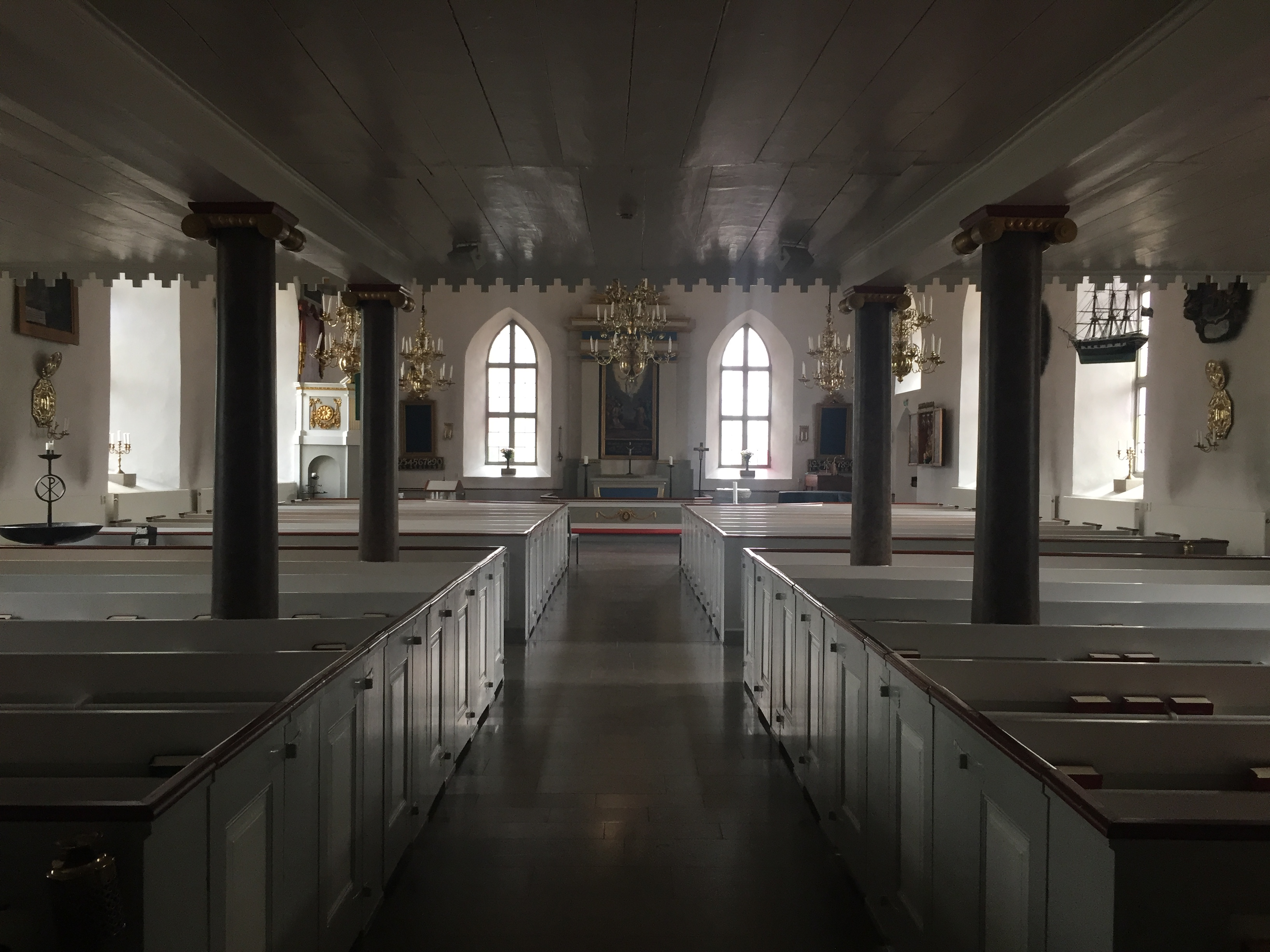
Kyrkorummet från vapenhuset.
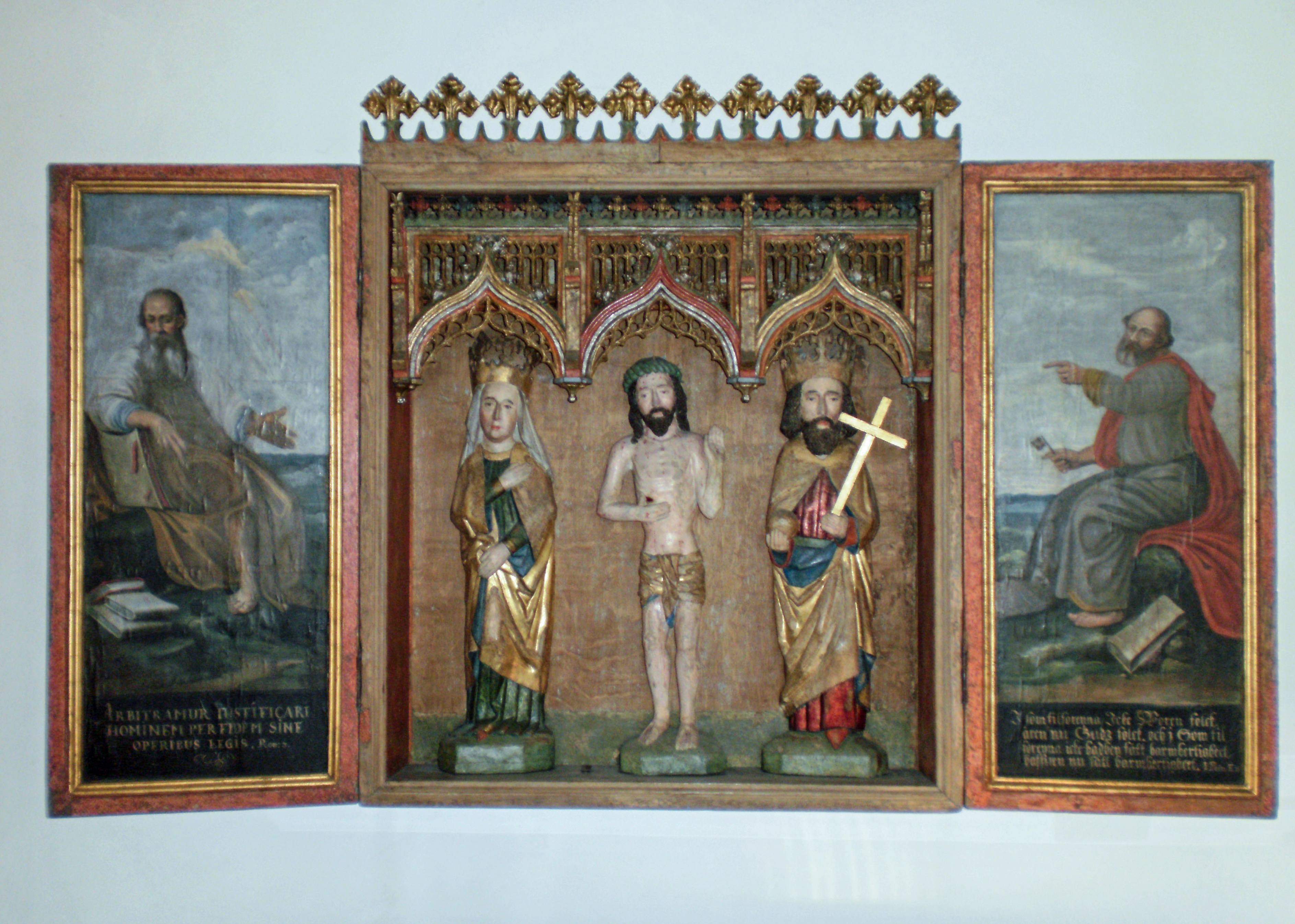
Det medeltida altarskåpet.
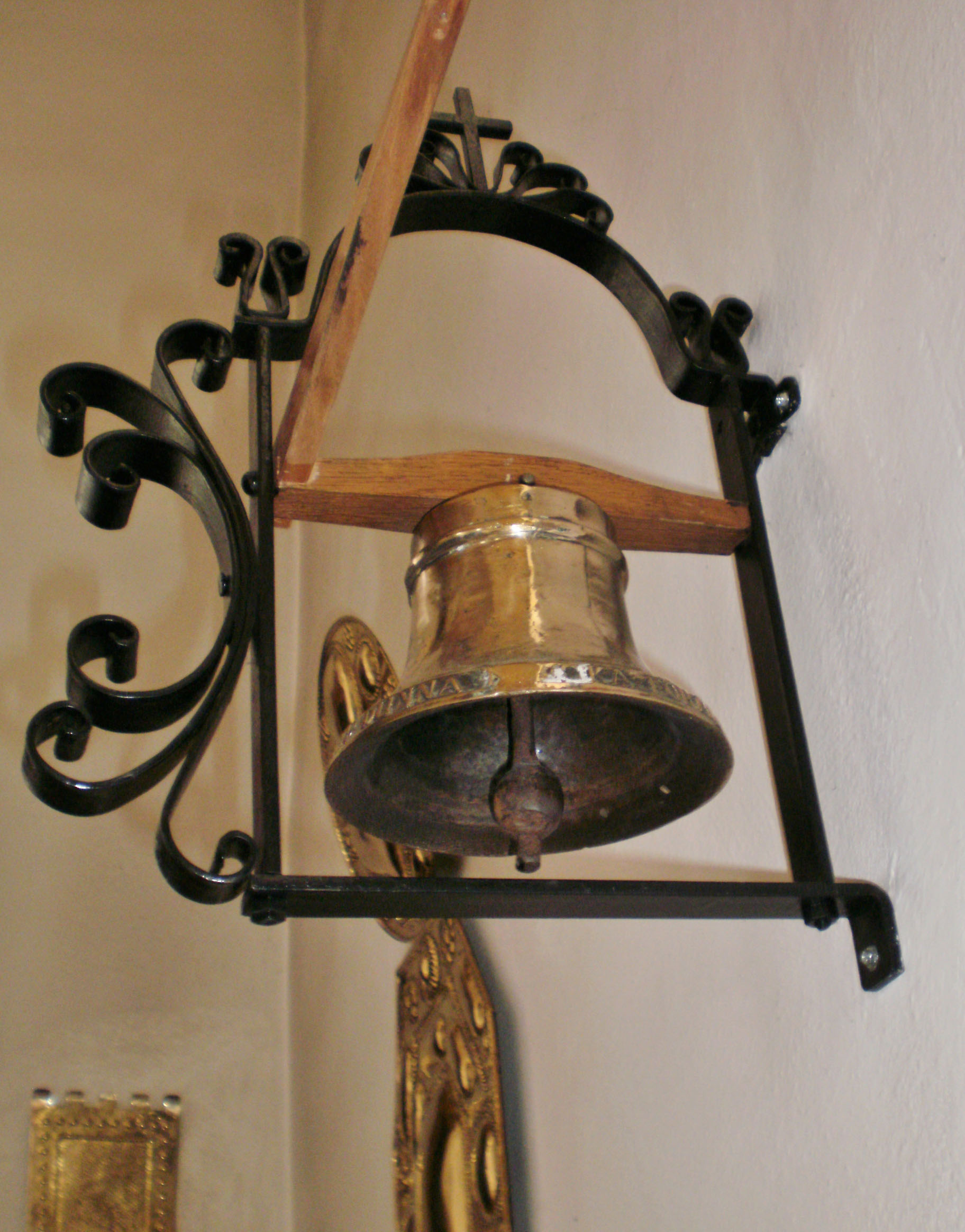
Primklockan.
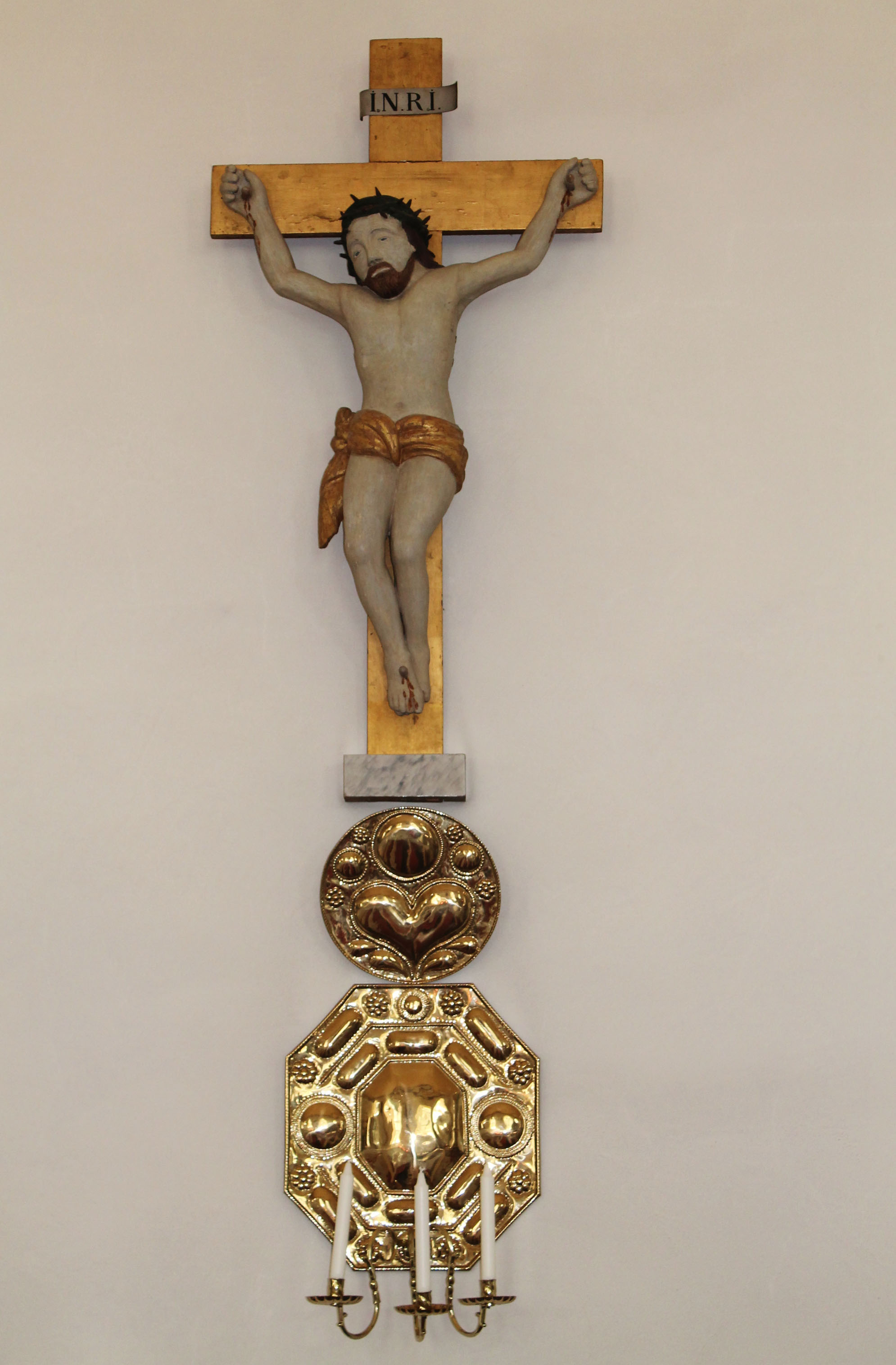
Krucifix på norra väggen.
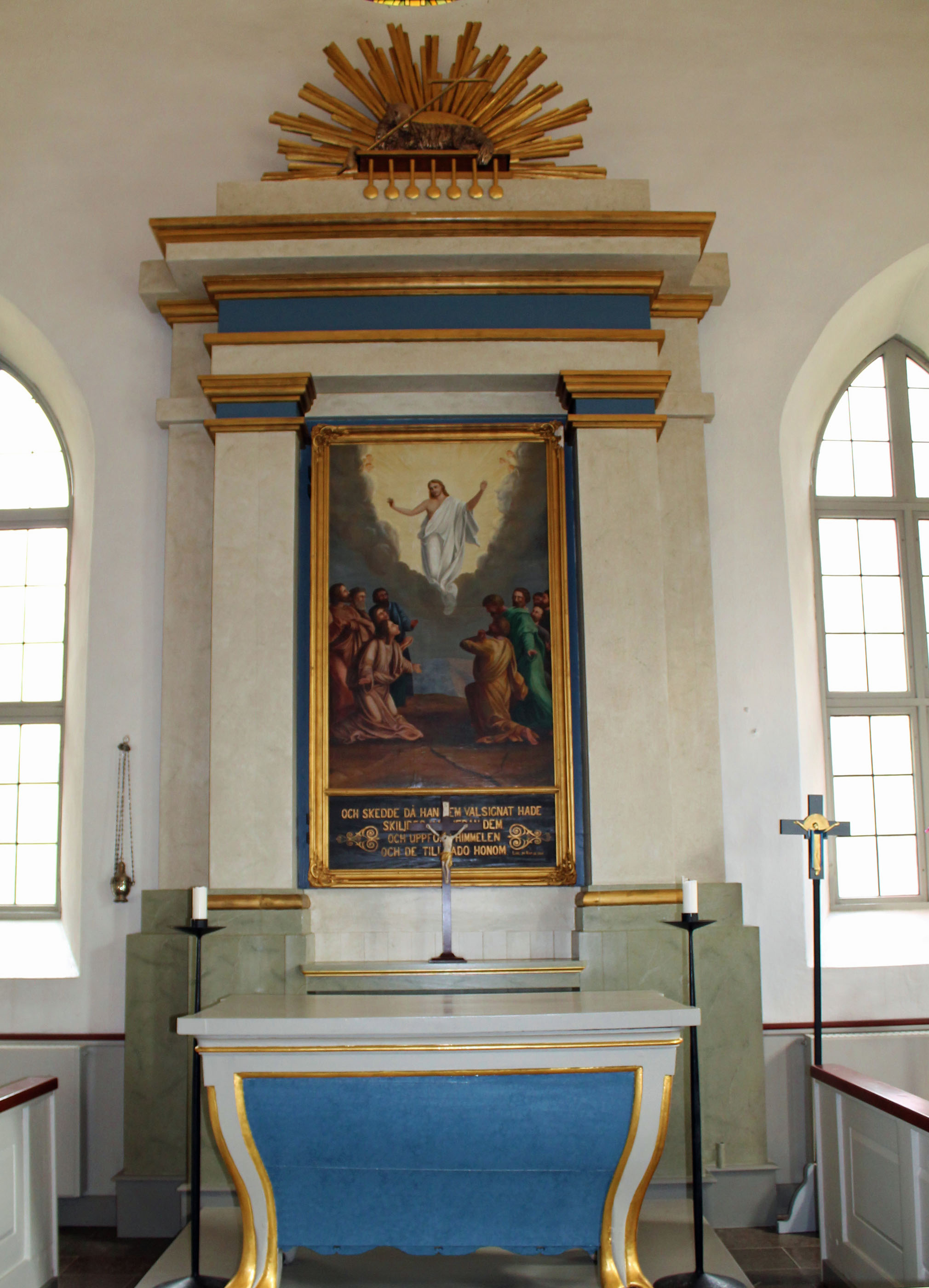
Altaruppställningen som omger tavlan: Kristi himmelsfärd.
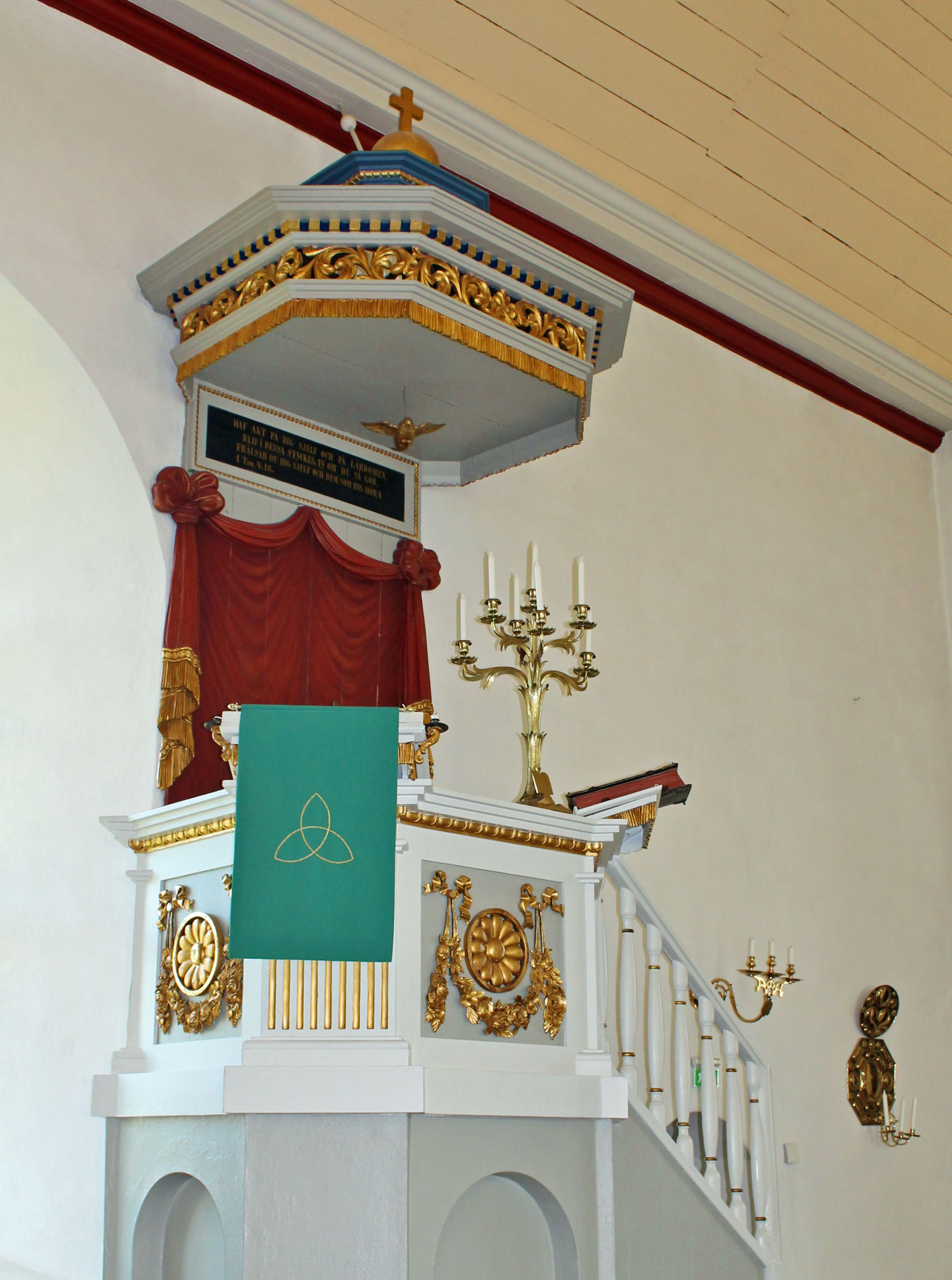
Predikstolen.
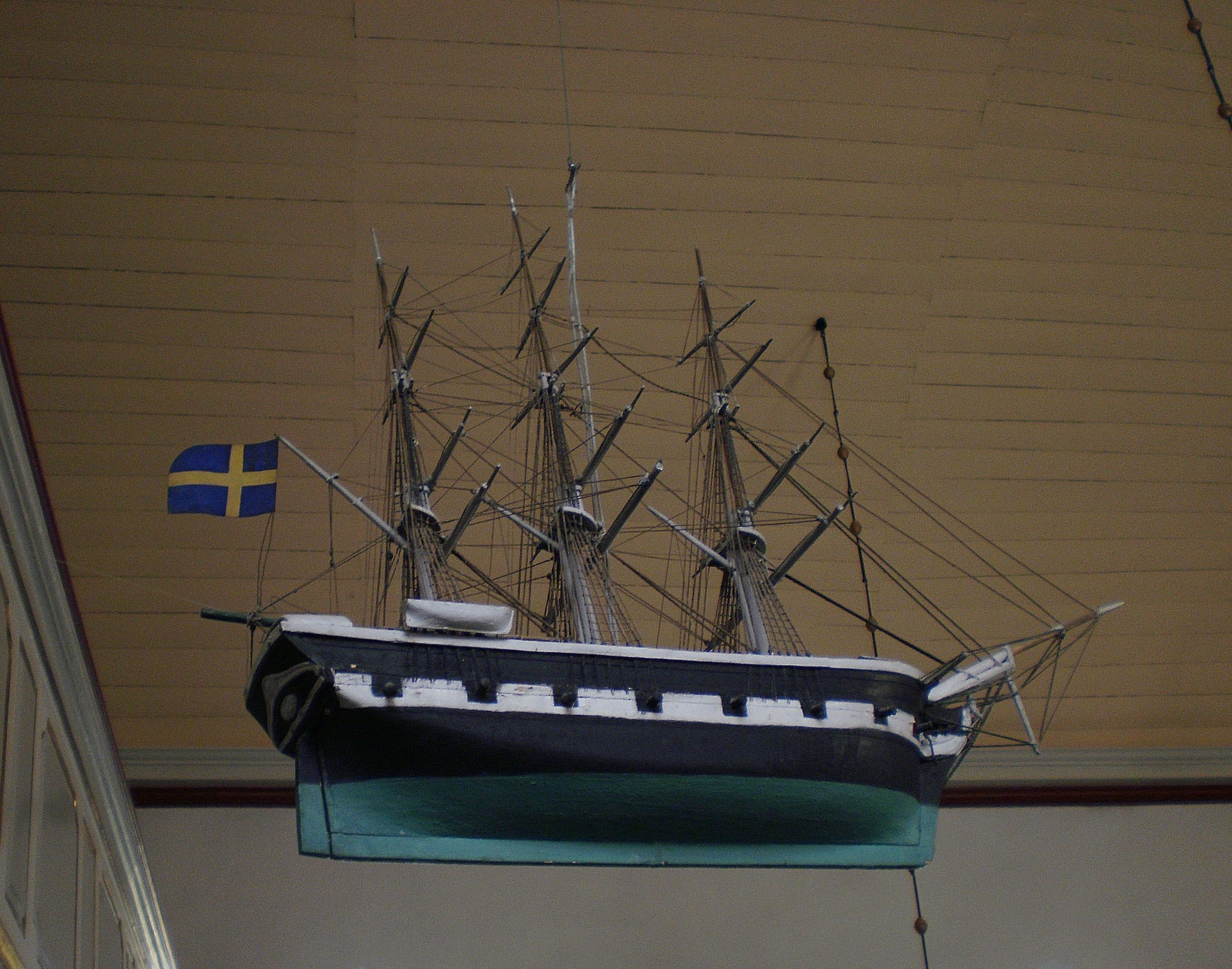
Votivskeppet Wenus.
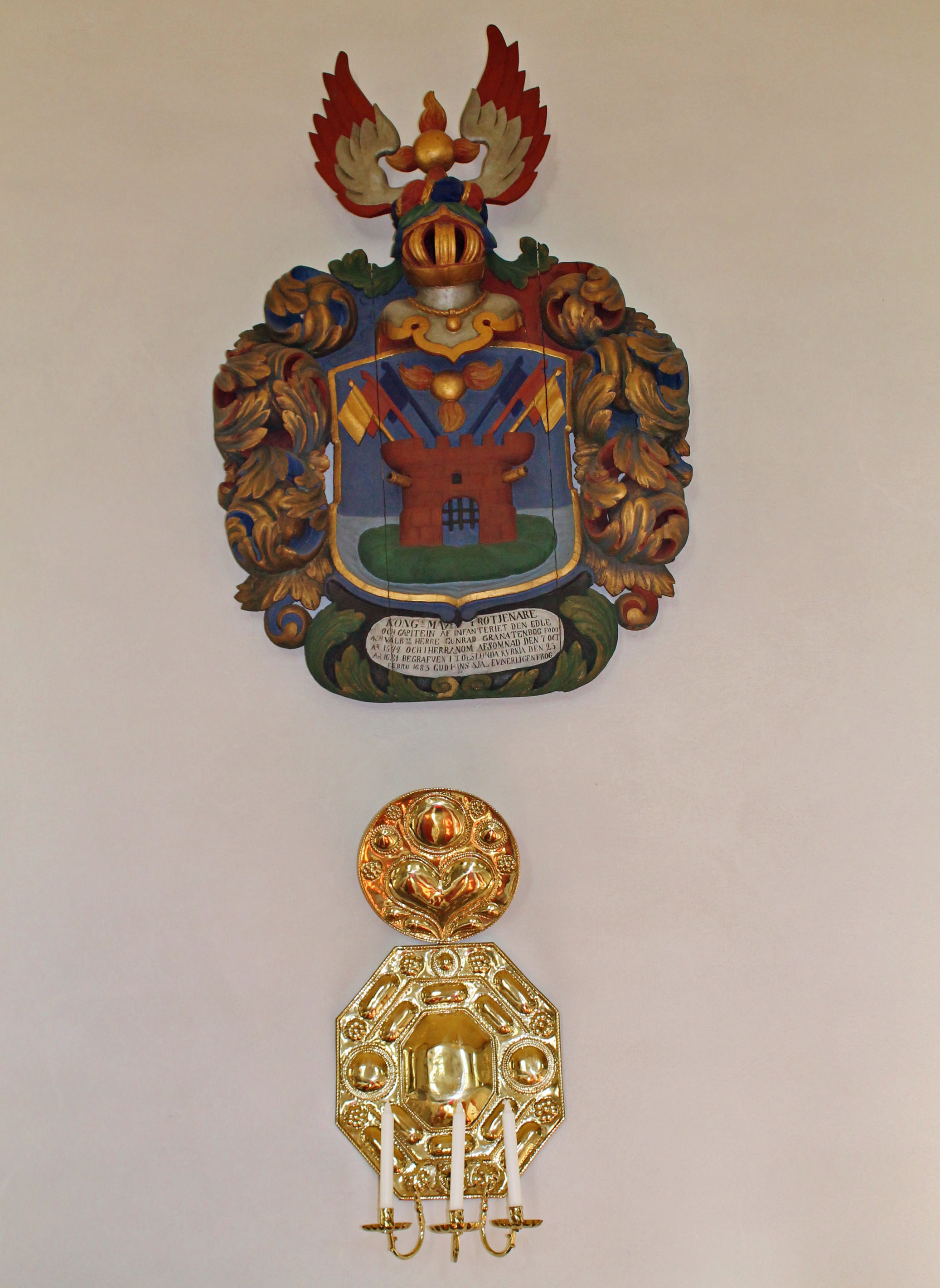
Begravningsvapen över Kapten Conrad Granatenborg, död 1681.
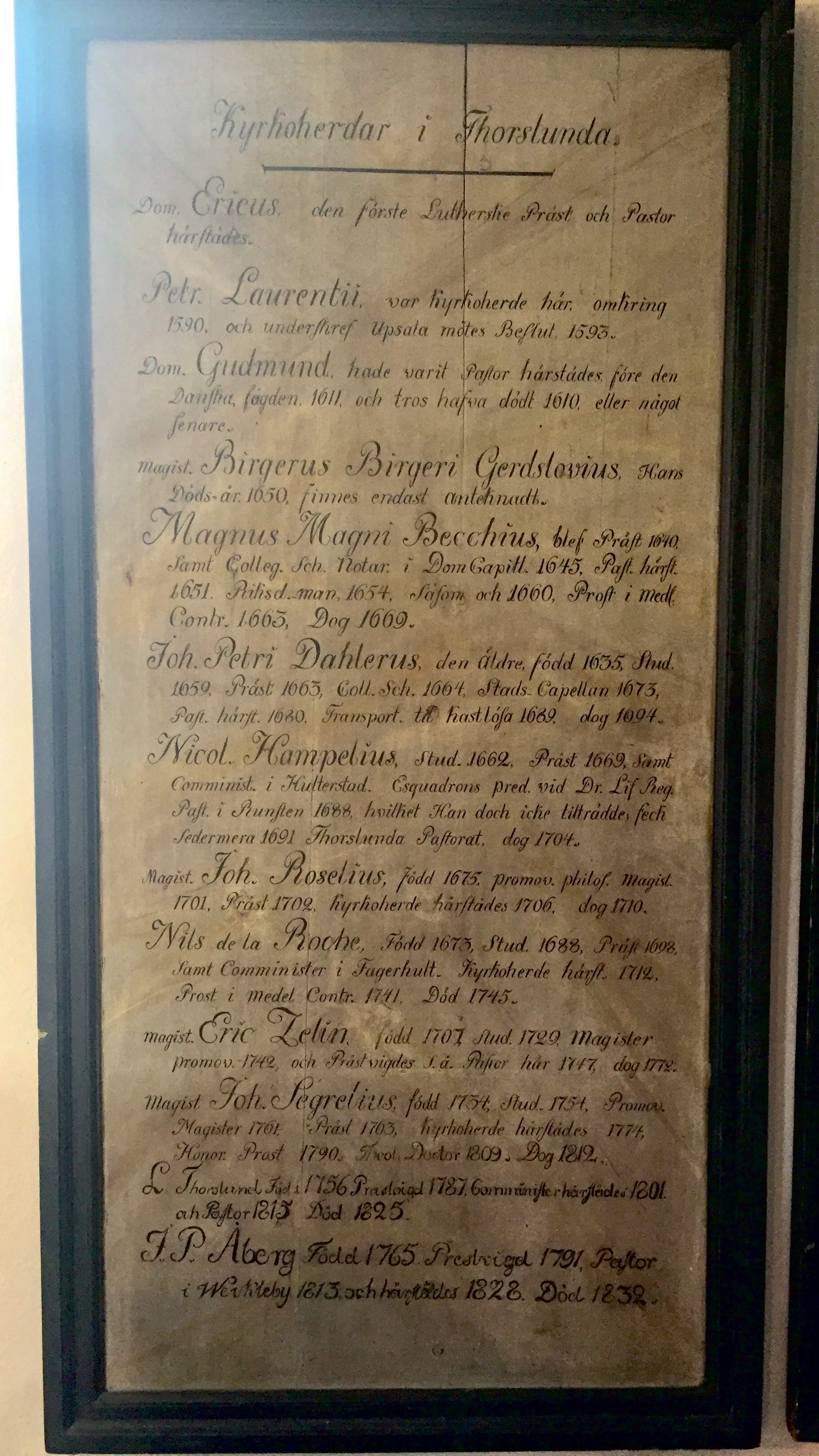
Series pastorum  -1832
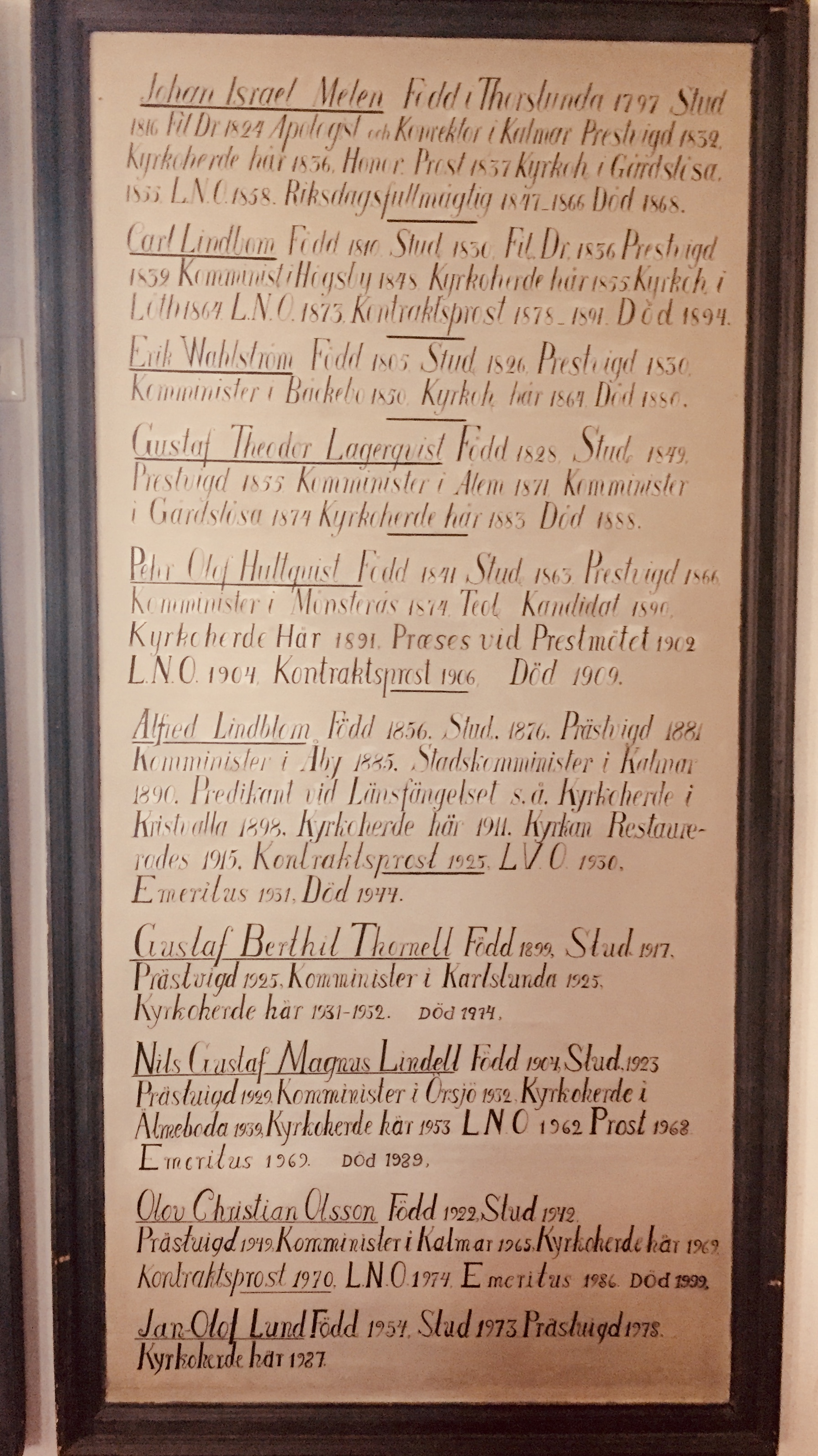
Series pastorum 1836-2010

## Orglar

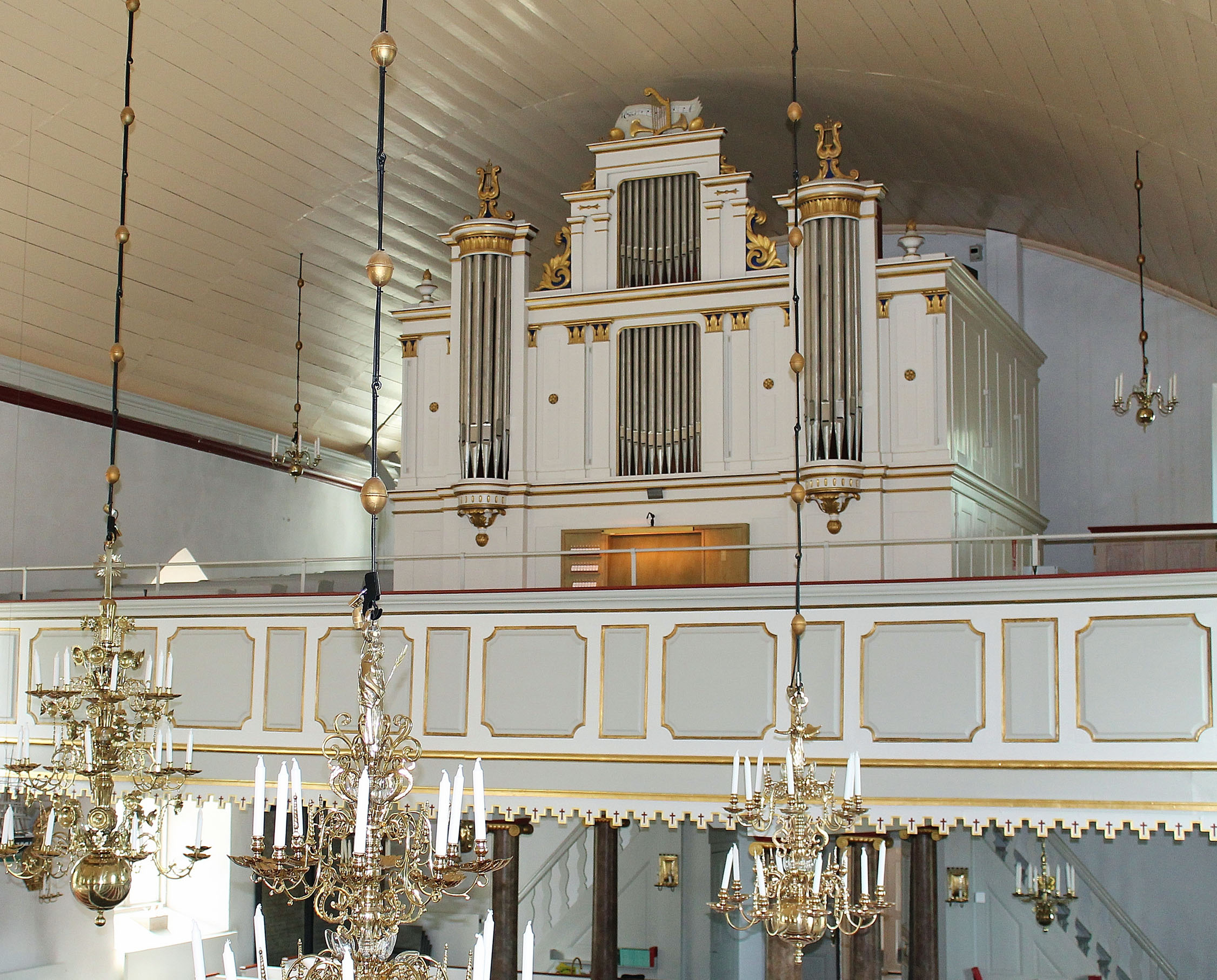
Läktarorgeln med fasad från 1881

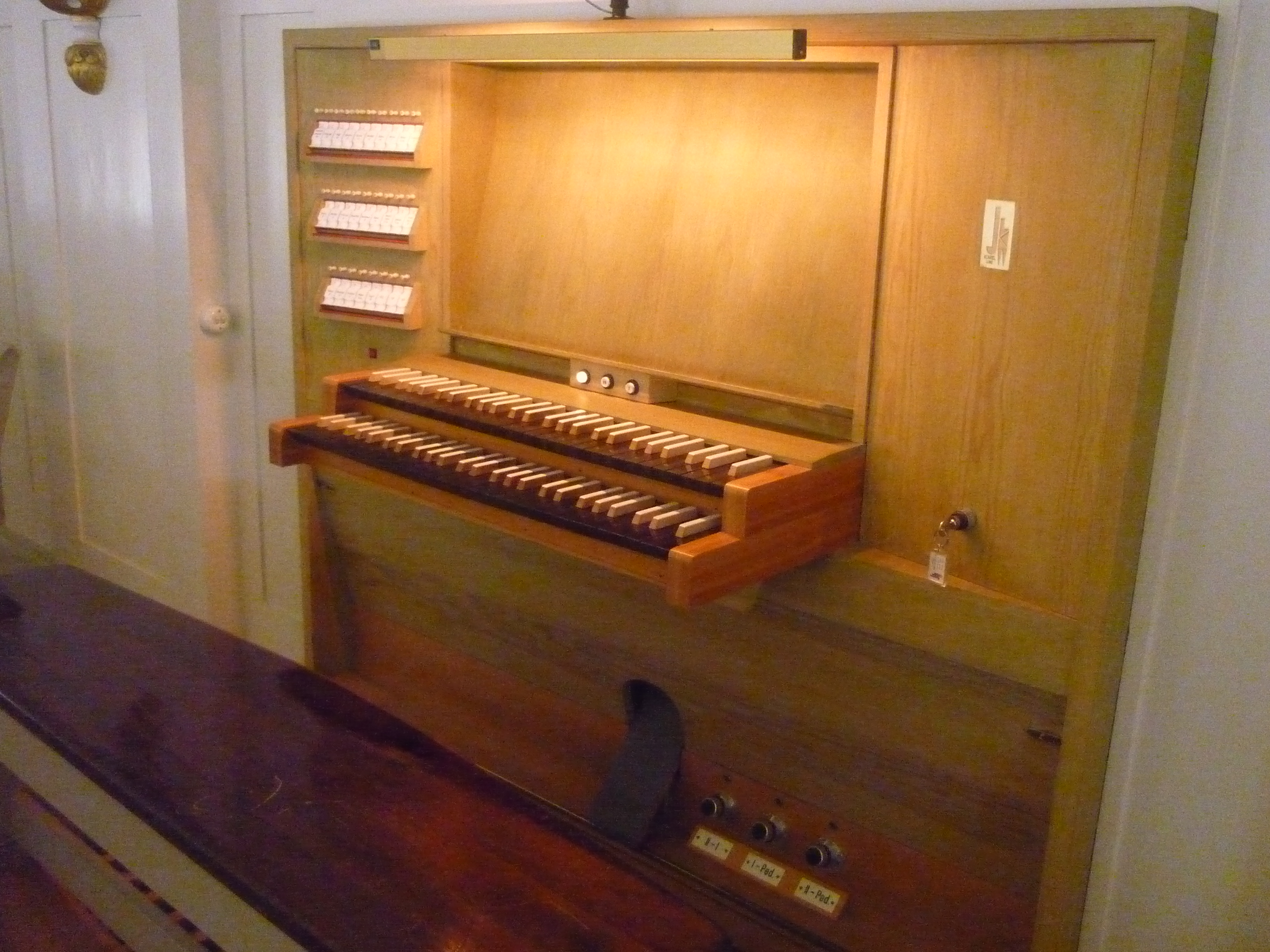
J. Künkels läktarspelbord

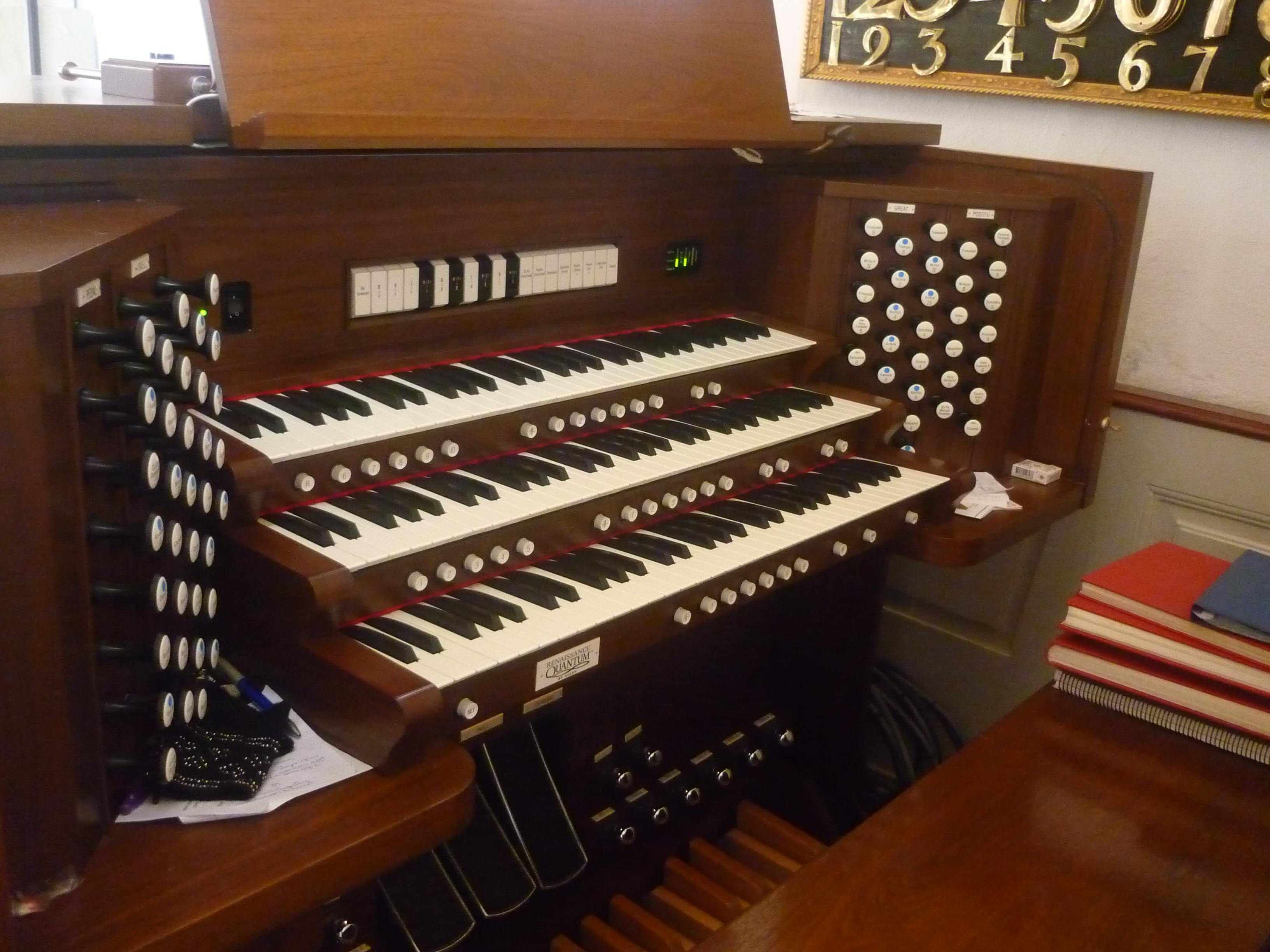
Korspelbordet

- På 1730-talet fick Torslunda kyrka sin första orgel på fyra stämmor.[källa behövs]

- 1748 uppförde Jonas Wistenius, Linköping, en ny orgel på åtta stämmor.[5] Orgelverket annonserades ut till offentlig auktion den 14 juli 1881.[6]

- 1881 byggde Carl Elfström en orgel med arton stämmor fördelade på två manualer och pedal.[7] Orgeln invigdes söndagen 4 december 1881.[8] Tillhörande orgelfasad ritades 1881 av Ludwig Peterson.[källa behövs]

- 1951 uppförde Frederiksborg Orgelbyggeri ett nytt helmekaniskt orgelverk med 24 stämmor fördelade på två manualer och pedal med sammanlagt 1500 pipor. Tio stämmor samt orgelfasaden från 1881 års orgel återanvändes.[4] Orgeln renoverades och omdisponerades 1981 av J. Künkels Orgelverkstad.[9] Bland annat byttes Nachthorn 2' i pedalen till Mixtur 3 ch. Registraturen blev elektrisk, med en fri kombination.

Disposition:
| Huvudverk (I) C-g3 | Svällverk (II) C-g3 | Pedal C-g1    | Koppel |
| Gedacktpommer 16′  | Rörflöjt 8′         | Subbas 16′    | II/I   |
| Principal 8′       | Fugara 8′           | Oktavbas 8′   | I/P    |
| Flöjt 8′           | Principal 4′        | Koralbas 4′   | II/P   |
| Gedackt 8′         | Blockflöjt 4′       | Mixtur 3 chor |        |
| Oktava 4'          | Gemshorn 2′         | Fagott 16′    |        |
| Rörflöjt 4′        | Nasat 1 ⅓′          |               |        |
| Kvinta 2 ⅔′        | Cymbel 2 chor       |               |        |
| Oktava 2′          | Sesquialtera 2 chor |               |        |
| Mixtur 4 chor      | Krumhorn 8′         |               |        |
| Trumpet 8′         |                     |               |        |

- 2007 installerades en ny orgel av märket Allen Quantum med 42 digitala stämmor. Läktarorgeln kompletterades med elektriska trakturmagneter för att kunna fjärrstyras från den nya orgelns korspelbord. Sammanlagt har orgeln 66 stämmor fördelade på tre manualer och pedal.

Disposition:
| Positiv (I) C-c4       | Great (II) C-c4     | Swell (III) C-c4    | Pedal C-g1        | Koppel |
| Contraviole 16′        | Gedacktpommer 16′   | Rörflöjt 8′         | Contrebourdon 32′ | I/II   |
| Holz Gedackt 8′        | Principal 8′        | Bourdon 8′          | Principal 16′     | III/II |
| Voix Céleste 8′ 2 chor | Diapason 8′         | Fugara 8′           | Subbas 16′        | III/I  |
| Prinzipal 4′           | Rörflöjt 8′         | Viola 8′            | Bourdon 16′       | I/P    |
| Koppelflöte 4′         | Gedackt 8′          | Viola Céleste 8′    | Bourdon Doux 16′  | II/P   |
| Oktav 2′               | Flûte Harmonique 8′ | Principal 4′        | Oktavbas 8′       | III/P  |
| Quintflöte 1 ⅓′        | Salicional 8′       | Octave 4′           | Bourdon 8′        |        |
| Mixture 3 chor         | Voix Céleste 8′     | Blockflöjt 4′       | Koralbas 4′       |        |
| Festivaltrumpet 8′     | Oktava 4′           | Flûte 4′            | Choralbass 4′     |        |
| Krumhorn 8′            | Octave 4′           | Octavin 2′          | Mixtur 3 chor     |        |
|                        | Rörflöjt 4′         | Gemshorn 2′         | Contrabombarde 32 |        |
| Celesta                | Spitzflöte 4′       | Ters 1 ⅗′           | Fagott 16′        |        |
| Tremulant              | Kvinta 2 ⅔′         | Nasat 1 ⅓′          | Bombarde 16′      |        |
|                        | Oktava 2′           | Mixtur 4 chor       | Trompette 8′      |        |
| Cymbelstjärna          | Fifteenth 2′        | Cymbel 2 chor       | Clairon 4′        |        |
|                        | Mixtur 4 chor       | Sesquialtera 2 chor |                   |        |
|                        | Mixture 4 chor      | Fagott 16′          |                   |        |
|                        | Trumpet 8′          | Trompette 8′        |                   |        |
|                        | Trompete 8′         | Krumhorn 8′         |                   |        |
|                        |                     | Oboe 8′             |                   |        |
|                        | Chimes              |                     |                   |        |
|                        | Tremulant           | Tremulant           |                   |        |